# Wednesday Morning, 3 A.M.
Wednesday Morning, 3 A.M. – debiutancki album  duetu Simon & Garfunkel, wydany 19 października 1964, wyprodukowany przez Toma Wilsona.
Początkowo album nie odniósł sukcesu. Został przyćmiony przez pojawiający się w tym samym czasie na scenie zespół The Beatles. Spowodowało to wyjazd Paula Simona do Anglii i wznowienie przez Arta Garfunkela studiów na Columbia University. Ostatecznie płyta uplasowała się w pierwszej trzydziestce UK Albums Chart oraz Billboard 200.

## Lista utworów

### Strona pierwsza
1. „You Can Tell the World” (Bob Gibson/Bob Camp) – 2:47
Nagrany: 31 marca 1964
2. „Last Night I Had the Strangest Dream” (Ed McCurdy) – 2:11
Nagrany: 17 marca 1964
3. „Bleecker Street” (Simon) – 2:44
Nagrany: 10 marca 1964
4. „Sparrow" (Simon) – 2:49
Nagrany: 31 marca 1964
5. „Benedictus” (utwór tradycyjny, zaaranżowany i wykonany przez Simon & Garfunkel) – 2:38
Nagrany: 31 marca 1964
6. „The Sound of Silence” (Simon) – 3:08
Nagrany: 10 marca 1964

### Strona druga
1. „He Was My Brother” (Paul Kane*) – 2:48
Nagrany: 17 marca 1964
2. „Peggy-O” (tradycyjny) – 2:26
Nagrany: 31 marca 1964
3. „Go Tell It on the Mountain” (tradycyjny) – 2:06
Nagrany: 31 marca 1964
4. „The Sun Is Burning” (Ian Campbell) – 2:49
Nagrany: 17 marca 1964
5. „The Times They Are a-Changin’” (Bob Dylan) – 2:52
Nagrany: 10 marca 1964
6. „Wednesday Morning, 3 A.M.” (Simon) – 2:13
Nagrany: 17 marca 1964

### Utwory dodatkowe (wznowienie z 2001)
1. „Bleecker Street” (demo) (Simon) – 2:46
Nagrany: 10 marca 1964
2. „He Was My Brother” (alternate take 1) (Paul Kane) – 2:52
Nagrany: 17 marca 1964
3. „The Sun Is Burning” (alternate take 12) (Ian Campbell) – 2:47
Nagrany: 17 marca 1964

* Paul Kane jest jednym z pseudonimów artystycznych Paula Simona.

## Twórcy
- Paul Simon – gitara akustyczna, wokal
- Art Garfunkel – wokal
- Barry Kornfeld – gitara akustyczna
- Bill Lee – stand-up bass

## Notowania na listach przebojów
| Lista (1964)    | Najwyższa pozycja |
| --------------- | ----------------- |
| UK Albums Chart | 24                |
| Billboard 200   | 30                |